# Kuala Terengganu
Koordinaten: 5° 20′ N, 103° 9′ O

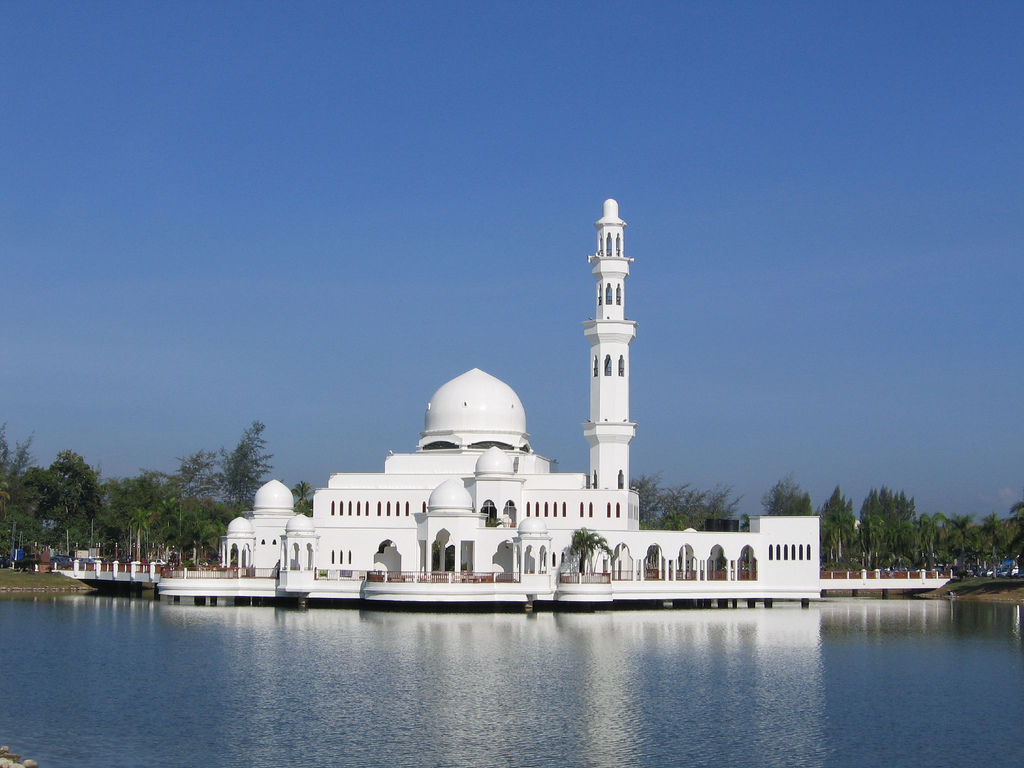
Die schwimmende Moschee

Kuala Terengganu ist mit seinen 298.000 Einwohnern die Hauptstadt des Staates Terengganu an der Nordostküste Malaysias und Residenzort des Sultans von Terengganu.
Kuala Terengganu liegt etwa 500 Kilometer nordöstlich von Kuala Lumpur. Die Stadt ist durch ein gut ausgebautes Straßennetzwerk und einige Fährverbindungen mit anderen Orten verbunden. Außerhalb der Stadt gibt es einen mittelgroßen nationalen Flughafen. 
Die Wirtschaft der Stadt wird dominiert von Handel mit Nahrungsmitteln und Textilien, Fischerei, Landwirtschaft und Tourismus, vor allem als Ausgangspunkt für Reisen zu den Perhentian-Inseln.
Die Kristallmoschee wurde 2008 erbaut.

## Töchter und Söhne der Stadt
- Mohd Nafiizwan Adnan (* 1986), Squashspieler
- Fatehah Mustapa (* 1989), Bahnradsportlerin
- Azreen Nabila Alias (* 2000), Sprinterin